# Aphrophora meridionalis
Aphrophora meridionalis is een halfvleugelig insect uit de familie Aphrophoridae. De wetenschappelijke naam van deze soort is voor het eerst geldig gepubliceerd in 1907 door Horváth.